# Фонд на ООН за населението
Фондът на ООН за населението (на английски: United Nations Population Fund (UNFPA)) е международна организация за развитие, която пропагандира и защитава правото на всяка жена, мъж и дете да се радва на здравословен живот и да се ползва с равни възможности. Основана е през 1969 г. с името Фонд на ООН за активност на населението (на английски: United Nations Fund for Population Activities). През 1987 г. получава сегашното име.
UNFPA подкрепя страните по света да разработват политики и програми за намаляване на бедността, които се основават на статистически данни за състоянието на населението. Всяка бременност да бъде желана, всяко раждане да бъде безопасно за майката и детето, всеки млад човек да може да се предпази от ХИВ/СПИН и всяко момиче или жена да усеща зачитане и уважение – това е мисията на UNFPA.